# Naturschutzbuch
Das Naturschutzbuch ist in Österreich eine für Naturschutzbelange geführte Dokumentation, die bundesländerweise geführt wird, da diesen auch die Gesetzgebung im Naturschutz obliegt.
In diesem Kataster werden die einzelnen Schutzarten jeder in irgendeiner Weise naturschutzrechtlich geschützten Fläche angegeben. 
Die Dokumentation erfolgt anhand von Kartenmaterial, Fotos und Dokumentationen.
Sind heute ein Großteil der Daten über das Internet abrufbar, so wird das Naturschutzbuch selbst meist bei den Bezirkshauptmannschaften geführt und ist auch dort einsehbar.